# Capaccio-Paestum
Capaccio-Paestum là một đô thị (comune) thuộc tỉnh Salerno trong vùng Campania của Ý. Capaccio-Paestum có diện tích km2, dân số là người (thời điểm ngày).